# Onthophagus veracruzensis
Onthophagus veracruzensis es una especie de insecto del género Onthophagus, familia Scarabaeidae, orden Coleoptera.
Fue descrita científicamente por Delgado & Pensado en 1998.